# Футбольний вікенд
«Футбольний уік-енд» — інформаційно-аналітична телепрограма про футбол. Програма висвітлювала футбольні новини в Україні та частково за її межами . Ведучий — Олександр Денисов, з березня 2008 року — директор супутникового телеканалу «Футбол», а згодом — і «Футбол+».

## Історія

Логотип передачі до листопада 2011 року

Вперше програма вийшла в березні 2003 року . 2010 року мовлення велось з Донецька, після переїзду ТРК «України» до Києва, програма теж стала виходити зі столиці .
За час свого існування передача тричі змінювала студію: у квітні 2004 року, у лютому 2010 та в листопаді 2011.
Після Євро-2012 передачу закрили, а замість неї в ефір почала виходити програма «Великий футбол», яка мала успіх під час чемпіонату.

## Опис
Телепрограма висвітлювала переважно українські та менше іноземні футбольні новини .

## Номінації та нагороди
- 2008 (номінація) — Спортивна передача. «Телетріумф» [9].
- 2009 — Спортивна передача. «Телетріумф» [10].
- 2011 (номінація) — Спортивна програма. «Телетріумф» [11].

## Факти
- У вересні 2008 року український гурт «ТНМК» виконав саундтрек до програми [12]
- З листопада 2010 року щопонеділка виходив повтор передачі із сурдоперекладом [13] [14].
- Згідно з дослідженням Київського міжнародного інституту соціології, проведеним з 8 по 22 квітня 2011 року «Футбольний вікенд» мав найбільшу аудиторію серед спортивних програм [15].